# سيدحشمت (مقاطعة دلفان)
سيدحشمت (بالفارسية: سیدحشمت) هي قرية تقع في قسم ايتيوند الجنوبي الريفي (مقاطعة دلفان) في إيران. يقدر عدد سكانها بـ 42 نسمة بحسب إحصاء 2016.